# Edifício Viadutos

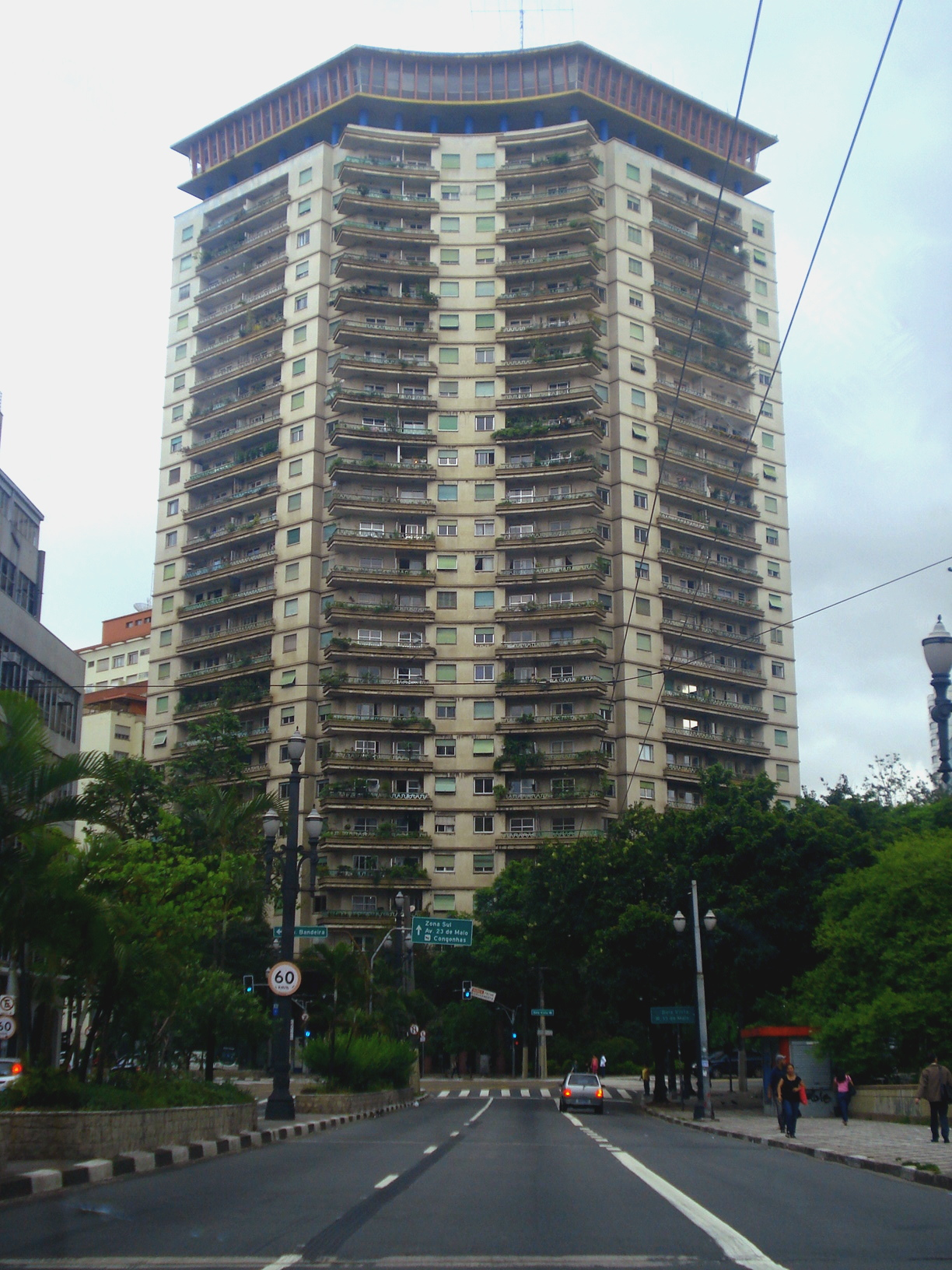
Blick auf das Edifício Viadutos von der Avenida São Luis (2010)

Das Edifício Viadutos ist ein Wohngebäude und Hochhaus an der Praça General Craveiro Lopes 19 an den Zusammenläufen der Avenida Nove de Julho und Avenida Jacareí im Stadtteil Bela Vista in der Innenstadt von São Paulo. Das Edifício Viadutos, von Artacho Jurado entworfen und von 1951 bis 1958 errichtet, war einer der ersten großen „Wohntürme“ der Stadt. Das Gebäude, finanziert von privaten Investoren, sollte vor allem den steigenden Bedarf nach Wohnraum in der Innenstadt decken. Mit seiner markanten, abgerundeten Fassade und der hervorgehobenen, baulich getrennte Dachterrasse ist es weithin sichtbar und prägend für die Architektur der Innenstadt geworden. Es steht inzwischen unter städtischem Denkmalschutz.

## Geschichte

### Neue Hochhäuser für die Metropole
Mit dem starken Wachstum São Paulos als Wirtschafts- und Finanzmetropole Brasiliens in den 1940er Jahren und dem steten Zustrom an Zugezogenen stieg der Bedarf nach Wohnraum für die Mittelklasse. Nachdem Ende der 1930er Jahre mit dem Edifício Esther das erste Hochhaus mit einer Mischung aus Büro- und Wohnflächen auf private Initiative errichtet wurde, entstanden stetig mehr Pläne für neue Hochhäuser – auch welche ausschließlich für Wohnraum. Diese städtebaulicher Prozess wird auf Portugiesisch auch verticalização genannt.
Als einer der Verfechter dieser verticalização galt der Bauunternehmer João Artacho Jurado, Eigentümer des Bauunternehmens Construtora e Imobiliária Monções S.A. Artacho Jurado, der nie eine Ausbildung zum Architekten absolviert hatte, geschweige denn überhaupt eine Schule besucht haben soll, engagierte sich nicht nur für den Bau neuer Hochhäuser, sondern prägte diese auch stark mit seinen eigenen architektonischen Vorstellungen.

### Bau und Architekturstil

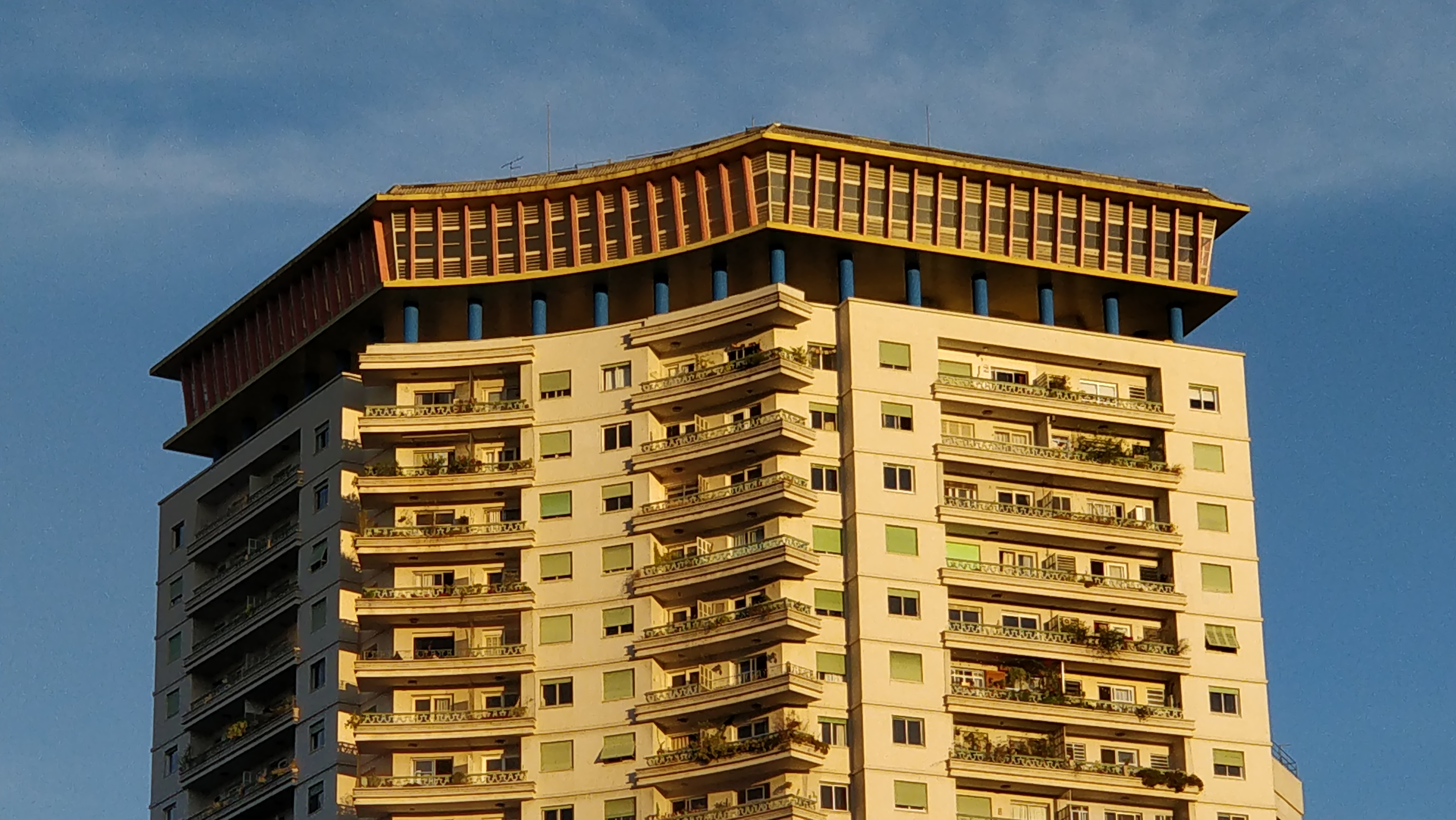
Besonders markant: Die aufgeständerte Dachterrasse mit Blick auf São Paulo

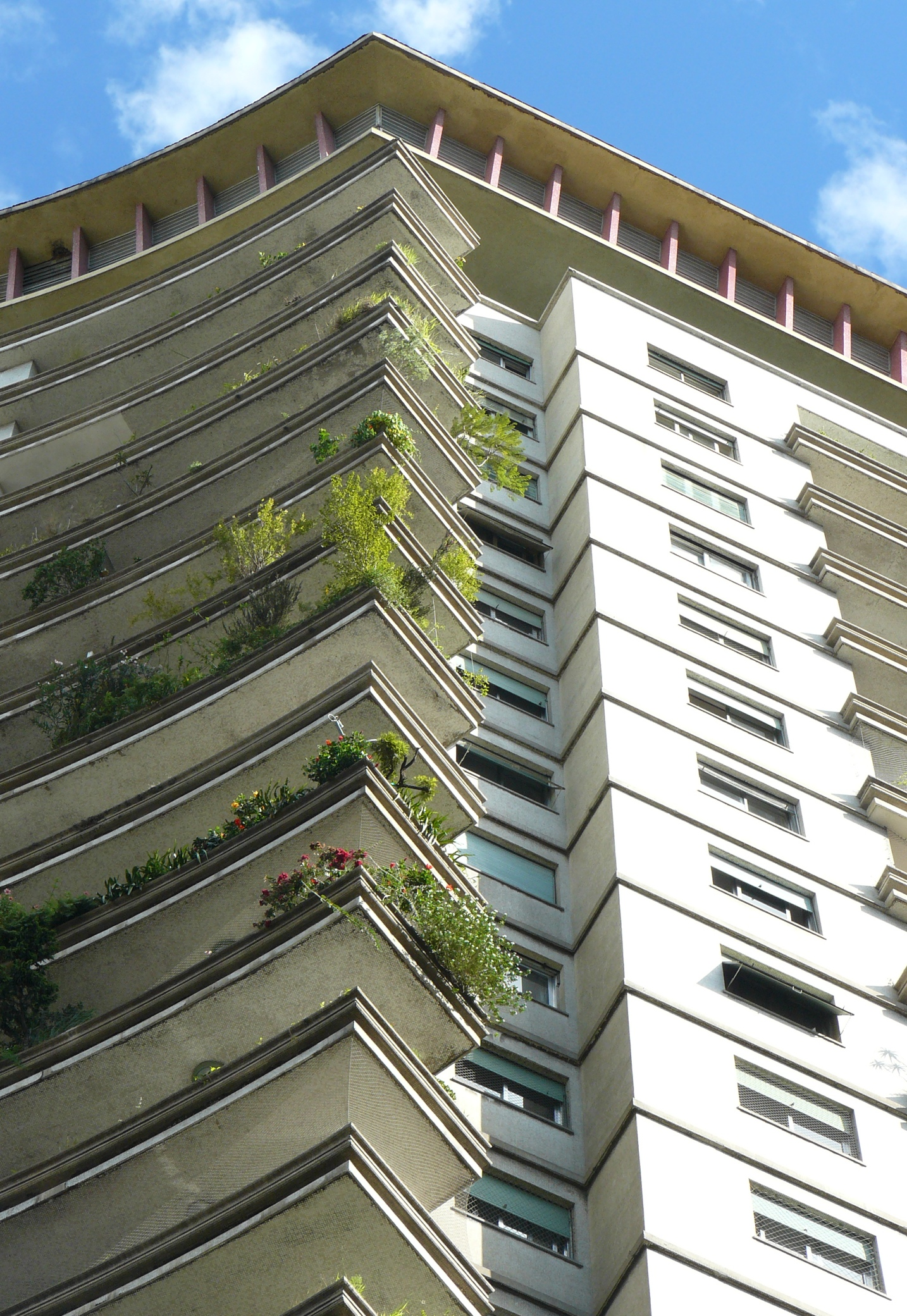
Fassadendetail. Jede der 368 Wohnungen verfügt über einen Balkon

Die Bauarbeiten für das Hochhaus auf einer Grundfläche von 1500 Quadratmeter begannen 1951 (nach anderen Angaben am 20. November 1952), die Bauarbeiten führte das Unternehmen von Artacho Jurado selbst aus. João Artacho Jurado entwarf gemeinsam mit João Birman e Patella ein Gebäude mit insgesamt 27 Stockwerken und 30.000 Quadratmeter Geschossfläche, wovon 23 Stockwerke mit Wohnungen ausgestattet wurden. Artacho Jurado entwarf acht verschiedene Wohnungstypen im Haus. Die Architekten wählten eine halbrunde, konkave Fassade, die damit als zentraler Blickpunkt für die zulaufenden Avenida Nove de Julho und Avenida Jacareí dient. Alle 368 Wohnungen erhielten einen Balkon, insgesamt verfügt das Gebäude über zwölf Aufzüge. Nur zwei der Aufzüge führen zur markanten, aufgeständerten Dachterrasse, die einen 360-Grad-Blick auf die Stadt anbietet.
Unter Architekten der Gegenwart ist es umstritten, inwiefern das Edifício Viadutos als „modern“ im architektonischen Sinne eingestuft werden kann. Die Nutzung von Säulen am Fuße des Gebäudes, um Erdgeschoss mit Gewerbeflächen von den Etagen mit Wohnungen zu trennen; die öffentliche Gestaltung der Dachterrasse für alle Bewohner; die flexible Gestaltung der Geschossfläche; als auch die Langfenster des Hauses entsprechen den Fünf Punkten zu einer neuen Architektur von Le Corbusier. Darüber hinaus ist der Stil des Hauses vor allem als eklektizistisch anzusehen: Neben dem modernen Grundaufbau sind ebenso Elemente des Art déco zu sehen wie auch Elemente des im brasilianischen Kontextes genannten „Hollywood-Stils“, der vor allem die Sehnsüchte der brasilianischen Mittelklasse bedienen sollte.
Nach 6 Jahren Bauzeit konnte das Edifício Viadutos 1956 fertiggestellt werden, andere Quellen geben 1958 als Fertigstellungsdatum an. Die Baukosten wurden von privaten Investoren getragen, alle Wohnungen wiederum an Einzeleigentümer verkauft. Der Verkauf soll überaus erfolgreich gewesen sein – die Wohnungen sollen nach einer Woche verkauft gewesen sein.

### Denkmalschutz und Sanierung
2002 entschied der städtische Denkmalrat CONPRESP, das Edifício Viadutos zusammen mit gut 500 weiteren Bauwerken im Stadtteil Bela Vista unter Denkmalschutz zu stellen. Als Begründung nannte der Denkmalrat die historische Bedeutung für den Hochhausbau der Stadt, ebenso wie die prägende Wirkung des Hauses für die Stadtlandschaft.
2014 wurde das Edifício Viadutos grundlegend saniert. Vor allem die Fassade des Gebäudes soll in einem schlechten Zustand gewesen sein; viele der charakteristischen kleinen Kacheln waren bereits heruntergefallen. Die Kosten beliefen sich auf rund 600.000 brasilianische Reais, die von den Eigentümer selbst getragen wurden. Eine Finanzierung nach dem Lei Rouanet, das öffentliche Förderungen für die Sanierung denkmalgeschützter Gebäude bereitstellt, scheiterte.
Die Dachterrasse wird vermietet und insbesondere für Veranstaltungen im Stile der 1950er Jahre genutzt.